# Ananteris deniseae
Espèce
Ananteris deniseae est une espèce de scorpions de la famille des Ananteridae.

## Distribution
Cette espèce est endémique du Paraná au Brésil. Elle se rencontre vers Cornélio Procópio.

## Systématique et taxinomie
Cette espèce a été décrite par Lourenço en 1997.

## Étymologie
Cette espèce est nommée en l'honneur de Denise V. Tambourgy.

## Publication originale
- Lourenço, 1997 : « A reappraisal of the geographical distribution of the genus Ananteris Thorell (Scorpiones: Buthidae). » Biogeographica, vol. 73, no 2, p. 81-85.